# Jody Hice
Jody Brownlow Hice (Atlanta, 22 aprile 1960) è un politico, pastore protestante e conduttore radiofonico statunitense, membro della Camera dei Rappresentanti per lo stato della Georgia dal 2015 al 2023.

## Biografia
Nato ad Atlanta, dopo gli studi in teologia Hice divenne un pastore e svolse questo compito affiancandovi un'intensa attività politica come membro del Partito Repubblicano.
Inoltre, all'inizio degli anni 2000 venne assunto da un'emittente radiofonica per condurre una trasmissione in onda una volta alla settimana; nel corso del tempo Hice ottenne la conduzione di una striscia quotidiana denominata The Jody Hice Show. In questo spazio, Hice si rese noto per le sue esternazioni estremamente conservatrici, che numerose volte fecero scalpore: oltre alle sue posizioni anti-Islam, parificò l'omosessualità a condotte peccaminose come l'alcolismo, la tossicodipendenza e la pedofilia, definì l'aborto un genocidio e dichiarò che le donne necessitano del permesso del marito per candidarsi ad una carica pubblica.
Nel 2010 si candidò alla Camera dei Rappresentanti per il seggio lasciato vacante dal compagno di partito John Linder ma venne sconfitto nelle primarie da Rob Woodall. Quattro anni dopo si candidò per un altro seggio, quello lasciato da Paul Broun e questa volta riuscì ad essere eletto deputato.
Si ritirò dalla Camera dei rappresentanti alla fine del 117º Congresso, per candidarsi infruttuosamente alla carica di Segretario di stato della Georgia.